# حوزه انتخابیه الیگودرز
حوزهٔ انتخاباتی الیگودرز یکی از حوزه از حوزه‌های استان لرستان برای انتخابات مجلس شورای اسلامی است. این حوزه به مرکزیت الیگودرز، ۱ نماینده دارد.

## نمایندهدوره ششم
علی‌محمد احمدی

## نمایندهدوره هفتم
سید مرتضی موسوی

## نمایندهدوره هشتم
حجت‌الله رحمانی

## نمایندهدوره نهم
محمد تقی توکلی

## نمایندهدوره دهم
محمد خدابخشی

## نمایندهدوره یازدهم
محمد خدابخشی

## نمایندهدوره دوازدهم
حمید رضا گودرزی

## پی‌نوشت و منبع
- «جدول حوزه‌های انتخابیه در انتخابات دهمین دورهٔ مجلس شورای اسلامی» (PDF). مرکز پژوهش و سنجش افکار صدا و سیما. بایگانی‌شده از اصلی (PDF) در ۵ اكتبر ۲۰۱۸. دریافت‌شده در ۳ اوت ۲۰۱۶. تاریخ وارد شده در |archive-date= را بررسی کنید (کمک)